# آسیانا ایرلاینز

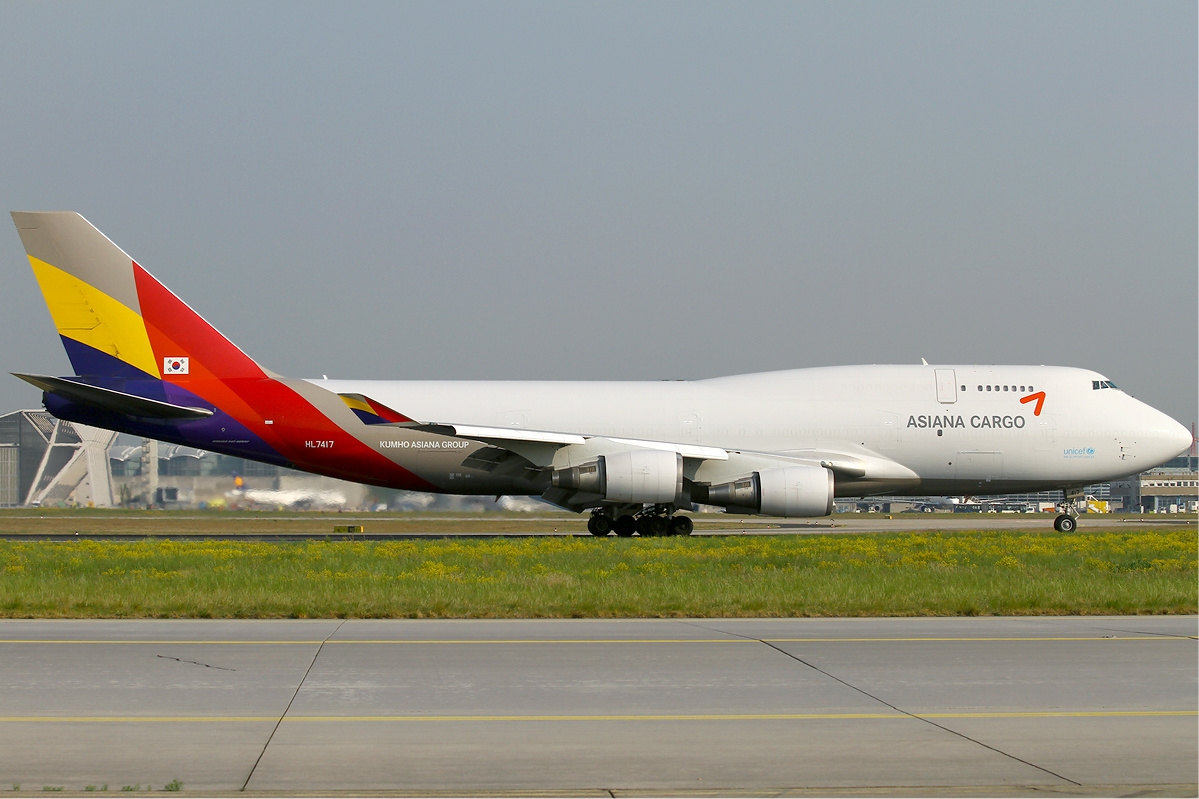
هواپیمای بوئینگ ۷۴۷ متعلق به آسیانا

آسیانا ایرلاینز (به انگلیسی: Asiana Airlines) شرکت هواپیمایی کره‌ای است، که به همراه شرکت هواپیمایی کره، به‌عنوان دو شرکت بزرگ هواپیمایی کره جنوبی شناخته می‌شوند.
شرکت آسیانا ایرلاینز در سال ۱۹۸۸ تحت نام سئول ایرلاینز، راه‌اندازی شد و در حال حاضر روزانه به ۱۰۸ فرودگاه به صورت مستقیم خدمات انتقال مسافر را ارائه می‌نماید. این شرکت سال ۲۰۰۳ تاکنون عضوی از اتحاد استار الاینس به‌شمار می‌آید.
دفتر مرکزی این شرکت در شهر سئول، کره جنوبی قرار دارد و از فرودگاه بین‌المللی گیمپو و فرودگاه بین‌المللی اینچن به ترتیب به‌عنوان قطب‌های داخلی و بین‌المللی خود استفاده می‌نماید.
سهام شرکت آسیانا ایرلاینز در بازار بورس کره معامله می‌شود. این شرکت در حال حاضر در ناوگان هوایی خود، دارای ۸۳ هواپیمای جت مسافربری می‌باشد. آسیانا ایرلاینز هم‌اکنون اسپانسر اصلی تیم ملی فوتبال کره جنوبی می‌باشد.